# Onderverdeling van de familie Poaceae
De Poaceae of Gramineae, de grassen vormen een uitgebreide familie. De familie is verder onderverdeeld in subfamilie en tribus. Deze geven de onderlinge verwantschap weer van de geslachten binnen de grassenfamilie. 
| Subfamilie   | Tribus        | Geslacht                   |
| ------------ | ------------- | -------------------------- |
| Bambusoideae | Bambuseae     | Pseudosasa                 |
| Bambusoideae | Oryzeae       | Leersia                    |
| Bambusoideae | Oryzeae       | Oryza                      |
| Pooideae     | Nardeae       | Nardus                     |
| Pooideae     | Stipeae       | Stipa (vedergras)          |
| Pooideae     | Stipeae       | Milium (gierstgras)        |
| Pooideae     | Poeae         | Festuca (zwenkgras)        |
| Pooideae     | Poeae         | Lolium (raaigras)          |
| Pooideae     | Poeae         | Vulpia (langbaardgras)     |
| Pooideae     | Poeae         | Micropyrum                 |
| Pooideae     | Poeae         | Cynosurus                  |
| Pooideae     | Poeae         | Lamarckia                  |
| Pooideae     | Poeae         | Puccinellia (kweldergras)  |
| Pooideae     | Poeae         | Briza (trilgras)           |
| Pooideae     | Poeae         | Poa (beemdgras)            |
| Pooideae     | Poeae         | Dactylis (kropaar)         |
| Pooideae     | Poeae         | Catabrosa                  |
| Pooideae     | Poeae         | Catapodium (hardgras)      |
| Pooideae     | Poeae         | Sesleria                   |
| Pooideae     | Hainardieae   | Parapholis                 |
| Pooideae     | Melieae       | Glyceria (vlotgras)        |
| Pooideae     | Melieae       | Melica (parelgras)         |
| Pooideae     | Aveneae       | Helictotrichon (veldhaver) |
| Pooideae     | Aveneae       | Arrhenatherum              |
| Pooideae     | Aveneae       | Avena (haver)              |
| Pooideae     | Aveneae       | Trisetum                   |
| Pooideae     | Aveneae       | Koeleria (fakkelgras)      |
| Pooideae     | Aveneae       | Deschampsia (smele)        |
| Pooideae     | Aveneae       | Holcus (witbol)            |
| Pooideae     | Aveneae       | Corynephorus               |
| Pooideae     | Aveneae       | Aira (dwerghaver)          |
| Pooideae     | Phalarideae   | Hierochloe                 |
| Pooideae     | Phalarideae   | Anthoxanthum (reukgras)    |
| Pooideae     | Phalarideae   | Phalaris (kanariegras)     |
| Pooideae     | Agrostideae   | Agrostis (struisgras)      |
| Pooideae     | Agrostideae   | Calamagrostis (struisriet) |
| Pooideae     | Agrostideae   | Ammophila (helm)           |
| Pooideae     | Agrostideae   | Lagurus                    |
| Pooideae     | Agrostideae   | Apera (windhalm)           |
| Pooideae     | Agrostideae   | Mibora                     |
| Pooideae     | Agrostideae   | Polypogon                  |
| Pooideae     | Agrostideae   | Alopecurus (vossenstaart)  |
| Pooideae     | Agrostideae   | Phleum (Doddegras)         |
| Pooideae     | Bromeae       | Bromus (dravik)            |
| Pooideae     | Bromeae       | Bromopsis (vaste dravik)   |
| Pooideae     | Bromeae       | Anisantha (waaierdravik)   |
| Pooideae     | Bromeae       | Ceratochloa (kieldravik)   |
| Pooideae     | Brachypodieae | Brachypodium               |
| Pooideae     | Triticeae     | Elymus                     |
| Pooideae     | Triticeae     | Elymus (kweekgras)         |
| Pooideae     | Triticeae     | Leymus                     |
| Pooideae     | Triticeae     | Hordelymus                 |
| Pooideae     | Triticeae     | Hordeum (gerst)            |
| Pooideae     | Triticeae     | Secale (rogge)             |
| Pooideae     | Triticeae     | Triticum (tarwe)           |
| Arundoideae  | Arundineae    | Danthonia                  |
| Arundoideae  | Arundineae    | Molinia                    |
| Arundoideae  | Arundineae    | Phragmites                 |
| Chlorideae   | Eragrostideae | Eragrostis (liefdegras)    |
| Chlorideae   | Eragrostideae | Eleusine                   |
| Chlorideae   | Cynodonteae   | Cynodon                    |
| Chlorideae   | Cynodonteae   | Spartina (slijkgras)       |
| Panicoideae  | Paniceae      | Panicum (gierst)           |
| Panicoideae  | Paniceae      | Echinochloa                |
| Panicoideae  | Paniceae      | Setaria (naaldaar)         |
| Panicoideae  | Paniceae      | Digitaria (vingergras)     |
| Panicoideae  | Andropogoneae | Sorghum (sorgo)            |
| Panicoideae  | Andropogoneae | Zea (maïs)                 |
| Panicoideae  | Andropogoneae | Cymbopogon (citroengras)   |